# Bohorodczany (gmina)
Gmina Bohorodczany – dawna gmina wiejska funkcjonująca w latach 1941–1944 pod okupacją niemiecką w Polsce. Siedzibą gminy były pozbawione praw miejskich Bohorodczany.
Gmina Bohorodczany została utworzona przez władze hitlerowskie z terenów okupowanych przez ZSRR w latach 1939–1941, stanowiących przed wojną: miasto Bohorodczany, zniesioną gminę Bohorodczany Stare oraz część (niezniesionej) gminę Lachowce w powiecie stanisławowskim w woj. stanisławowskim.
Gmina weszła w skład powiatu stanisławowskiego (Kreishauptmannschaft Stanislau), należącego do dystryktu Galicja w Generalnym Gubernatorstwie. W skład gminy wchodziły miejscowości: Bohorodczany, Bohorodczany Stare, Głębokie, Hryniówka, Łesiówka, Niewoczyn i Sadzawa.
Po wojnie obszar gminy włączono do ZSRR.